# Nørkles blad
Nørkles blad (Leaf by Niggle) er en novelle af J. R. R. Tolkien som han skrev i 1938-39 og fik publiceret første gang i the Dublin Review i Januar 1945, og igen i den lille bog Tree and leaf (Træ og blade) i 1964 - samt ved flere senere lejligheder. På dansk er den oversat 2 gange, i 1987 (del af Træer og blade) og igen i 1998 (del af Træ og blade).
Nørkles blad er en allegorisk fortælling om maleren Nørkle og hans sidste rejse. Nørkles liv i fortællingen falder i 3 faser: Hans indledende, uoplyste, liv som kunstmaler i et samfund der ikke værdsætter ham, og som han dårligt selv forstår. Hans nedtur der begynder med hans uønskede, men længe planlagte, rejse og ender med han indlæggelse og ophold på "anstalten". Hans oplyste tid, efter udskrivelse fra anstalten, hvor han forliger sig med samfundet og bliver færdig med sit store kunstværk, der pludselig viser sig at være en del af det samfund han lever i.
Om denne fortælling skrev Tolkien selv senere i et brev til Caroline Everett (24 Juni 1957):

"I should say that, in addition to my tree-love (it was originally called The Tree), it arose from my own pre-occupation with the Lord of the Rings, the knowledge that it would be finished in great detail or not at all, and the fear (near certainty) that it would be 'not at all'. The war had arisen to darken all horizons. But no such analyses are a complete explanation even of a short story..." 

(Jeg må sige, at udover at jeg holder meget af træer (fortællingen hed oprindelig Træet), så er denne fortælling kommet af mit arbejde med Ringenes Herre; jeg vidste at den enten ville blive færdig efter stort arbejde - eller slet ikke, og min frygt for at det ville blive "slet ikke".  Krigen (2. verdenskrig) var begyndt og formørkede horisonten. Men ingen af den slags analyser er dækkende, selv for en kort novelle...)
Tolkien udgav senere (1964) fortællingen i bogen Tree and leaf (Træ og blade), sammen med essayet Om eventyrhistorier, som giver an samlet fremstilling af filosofien bag mange af Tolkiens "fantastiske fortællinger".

## Historien
Nørkle er en kunstner som maler fordi han kan lide det, mens samfundet omkring ham ikke betragter hans malerier som noget særligt. Hvor historien starter, arbejder han mest med et kæmpestort maleri af et stort træ. Han startede med at male et enkelt blad og så voksede maleriet ud fra det. Nørkle håber at tegne hvert eneste blad detaljeret, men finder efterhånden fugle i træet og bjerge i det fjerne, som også skal med på billedet. Således ender billedet med at tage al Nørkles tid.
På et tidspunkt bliver Nørkle nødt til at hjælpe sin nabo som er lam og hvis kone er syg, hvorefter Nørkle også selv bliver syg.
Kort efter må han afsted på en længe planlagt rejse, men på grund af sin nylige sygdom har han ikke fået forberedt sig. Ved ankomsten har han derfor ingen penge, og ved ikke hvor han skal hen, og bliver så indlagt på "anstalten", hvor han hver dag må arbejde hårdt. 
Efter nogen tid bliver han udskrevet, og sendt ud for at arbejde som gartner på landet. Her opdager han at han faktisk arbejder i det landskab, den skov, som var motivet på hans kæmpestore maleri, og han finder også det meget store træ som nu fremstår som en perfekt repræsentation af hans vision - ikke som hans - efter egen opfattelse - mangefulde malerarbejde. Nørkle bliver også til sidst genforenet med sin nabo, og sammen gør de haven og skoven endnu smukkere.